# Dysoxylum swaminathanianum
Dysoxylum swaminathanianum là một loài thực vật có hoa trong họ Meliaceae. Loài này được Anil Kumar & Sivad. mô tả khoa học đầu tiên năm 2001.